# Ixora cremixora
Ixora cremixora är en måreväxtart som beskrevs av Emmanuel Drake del Castillo. Ixora cremixora ingår i släktet Ixora och familjen måreväxter. Inga underarter finns listade i Catalogue of Life.